# Pont de pierre de Písek
Le pont de pierre de Písek (en tchèque : Kamenný most v Písku) traverse la rivière Otava à Písek, dans le sud de la Bohême.
Il est construit dans le style gothique avec des répliques de sculptures et de croix baroque.

## Description
D'une longueur de près de cent-dix mètres pour plus de six mètres de large, le pont est constitué de six piles et sept arches, d'une portée moyenne de huit mètres. Le pont est le monument le plus visité de la cité et a fait l'objet d'un classement au patrimoine culturel tchèque.
Il est parfois appelé « pont du Cerf » (Jelení most), en référence à une légende datant de sa construction. Ainsi on rapporte qu'au Moyen Âge il fut décidé de donner au pont le nom de celui ou celle qui le traversera en premier. Mais il arriva une chose à laquelle personne ne s'attendait, le premier piéton fut un cerf venu des forêts voisines !
En 2007, le pont a été officiellement baptisé « Pont de pierre de Písek », ce qui a mis fin à la longue polémique sur le nom de ce monument.

## Histoire

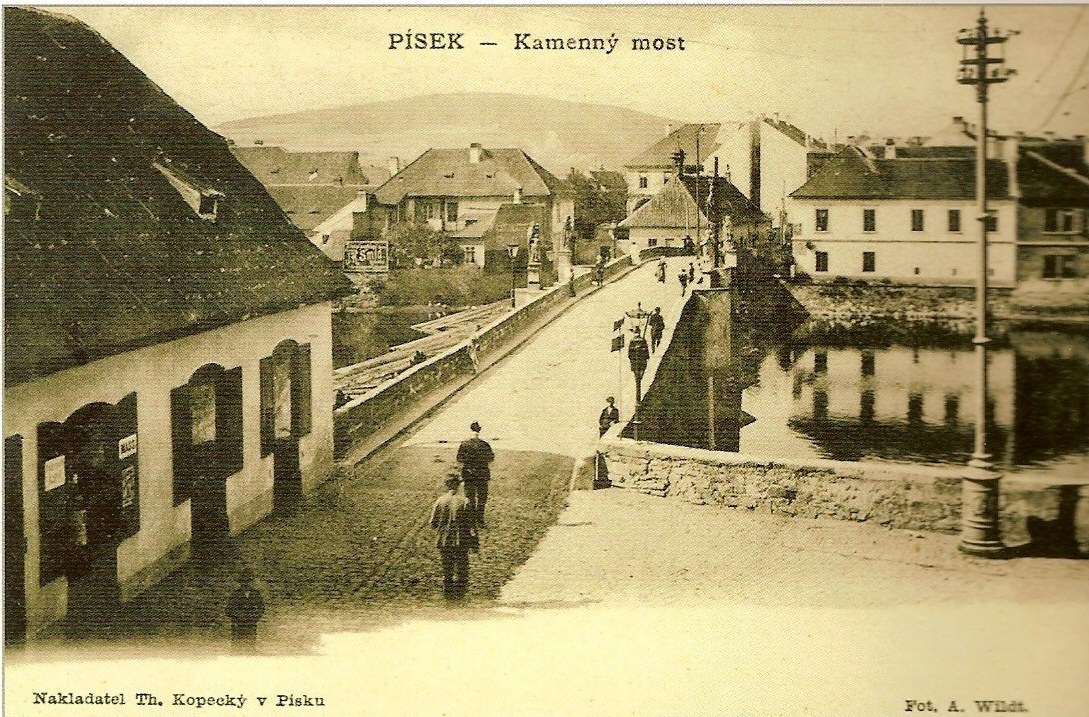
Le pont en 1905.

Le pont de pierre est le plus vieux pont conservé au Nord des Alpes, après celui de Ratisbonne. Il est plus ancien que le célèbre pont Charles de Prague.
Sa construction pourrait remonter au troisième quart du XIIIe siècle, sous le règne de Přemysl Otakar II. L'ouvrage n'est cependant mentionné pour la première fois qu'en 1348.
Le pont de pierre a résisté aux inondations de 2002 ayant touché de nombreux pays d'Europe centrale.